# Väinö Hakkila
Väinö Pietari Hakkila (né Tippa le 29 juin 1882 à Lempäälä et mort le 18 juillet 1958 à Orivesi) est un homme politique finlandais,,. 

## Biographie
Väinö Hakkila est le fils des agriculteurs Juha Hakkila et Wilhelmiina Pukkila. 
Il nait dans une famille paysanne de Lempäälä soutien du Parti finlandais.
Après les expulsions de petits fermiers de 1906–1907, il devient partisan du SDP.
Mais au début, il n'atteint pas une position éminente dans le parti.
En 1906, il cache Vladimir Lénine dans son logement de Vuorimiehenkatu 35 à Helsinki.
Väinö Hakkila passe son baccalauréat au Lycée d'Hämeenlinna en 1903, a obtenu son diplôme de droit  de l'Université d'Helsinki en 1914.
Après la fin de la guerre, il fonde avec Eino Pekkala le Bureau du droit des travailleurs, qui est le principal conseil des prisonniers rouges accusés dans le cadre du droit pénal de l'État.
Lorsque l'administration finlandaise est purgée au printemps 1917 après la révolution de février, Väinö Hakkila est nommé directeur de l'administration pénitentiaire, poste qu'il perd moins d'un an plus tard avec le déclenchement de la guerre civile.
Il a cherché à humaniser les conditions carcérales, mais avec un succès mitigé. 
N'ayant pas pris part à la guerre civile Il peut être l'avocat  d'un certain nombre de rouges jugés pour trahison,.
Väinö Hakkila fait partie de l'aile droite des sociaux-démocrates qui ont relancé le parti après la catastrophe de 1918. 
Il accède rapidement au comité central du SDP et est élu député  de la circonscription d'Uusimaa du 1er avril 1919 au 30 avril 1924.
Il est aussi conseiller municipal d'Helsinki pendant une courte période, mais il déménagé à Tampere après avoir accepté un nouveau poste.
Väinö Hakkila devenu le premier maire SDP de Finlande lorsqu'il est élu maire de la ville de Tampere en 1920. 
Il restera en fonction jusqu'en 1952. 
La carrière politique de Hakkila sera aidée par le fait qu'il est l'un des rares politiciens de son parti à avoir un diplôme universitaire et partisan de Väinö Tanner, un homme fort du SDP. 
Väinö Hakkila est ministre de la Justice du gouvernement Tanner (13.12.1926–17.12.1927).
Il est député de la circonscription du Nord du Häme du 1er mai 1924 au 5 avril 1945 puis du 22 juillet 1948 - 21 juillet 1958.
Il est président du Parlement de 1936 à 1945.
Il quitte volontairement le Parlement à l'âge de 76 ans lors des élections législatives de 1958.
Il décède 11 jours seulement après cette élection et il est inhumé au Cimetière de Kalevankangas.

## L'enlèvement de Väinö Hakkila
Après avoir présidé à plusieurs reprises la Commission juridique, économique et la Grande Commission, Väinö Hakkila devient le premier vice-président du Parlement lors de la deuxième législature de 1929. 
Lorsqu'en juillet 1930, le Parlement, avec l'aide d'une minorité qualifiée du SDP, a reporté les lois communistes (fi) réclamées par le mouvement de Lapua, le vice-président Väinö Hakkila est victime d'un enlèvement.
Il est enlevé sur le chemin de Tampere à sa villa d'été de Teisko et emmené via Lapua à Kuortane les 17 et 18 juillet 1930. 
L'enlèvement, conçu et organisé  par Eino Haarla le fils de Rafael Haarla, est réalisé par le capitaine des Jägers Arvi Kalsta.
Vihtori Kosola, le meneur du mouvement de Lapua, a donné son accord à l'enlèvement, mais il voulait s'en laver les mains, c'est pourquoi Väinö Hakkila a été remis à la «force de frappe» locale à Lapua, qui l'a conduit sur une route forestière à Kuortane. 
Là, il a été battu et contraint de s'asseoir sur une fourmilière, en plus de quoi on lui a lu une «condamnation à mort» s'il n'abandonnait pas la politique.
Arvi Kalsta est condamné à la prison pour cette action, mais les autres ravisseurs sont libérés sur parole et autres participants n'ont fait l'objet d'aucune enquête. 
L'enlèvement du vice-président Väinö Hakkila est condamnée par le public, tant dans le pays qu'à l'étranger. 
Il a depuis été suggéré que l'enlèvement de Väinö Hakkila, un social-démocrate modéré qui s'opposait aux communistes et plus tard même au président Kaarlo Juho Ståhlberg a finalement retourné l'opinion publique contre le mouvement de Lapua.